# Mégalithes de Bouar
 (juillet 2025).
Si vous disposez d'ouvrages ou d'articles de référence ou si vous connaissez des sites web de qualité traitant du thème abordé ici, merci de compléter l'article en donnant les références utiles à sa vérifiabilité et en les liant à la section « Notes et références ».
Pour les articles homonymes, voir Mamba (homonymie) et Danga.
Les mégalithes de Bouar sont une série de pierres levées situées dans la ville de Bouar, au nord-ouest de la République centrafricaine.

## Localisation
Situés le long des eaux du bassin tchadien et congolais, les monuments mégalithiques ont été l'objet de plusieurs études scientifiques.

## Description
Après avoir été signalé pour la première fois dans les années cinquante par le commandant J. Aubaumont, le séjour de l'anthropologue français Pierre Vidal a permis une première étude scientifique en 1966, en suite les travaux de recherche menés par Étienne Zangato de Paris X (Nanterre) puis s'ensuivra celui de David Nicolas de l'université de Calgary au Canada. Connu sous l'appellation « Tazunu » (Pierre debout) dans la langue locale « ngbaya-kara », les travaux de l'archéologue français ont abouti à une identification précise de sept types de Tazunu, Tazunu Beforo, Tazunu Gam, Tazunu Tia I, Tazunu Tia 2, Tazunu Tia 3, Tazunu Zupaya et Tazunu be yolé, défins d'après leurs caractéristiques architecturales.
La structure externe de ces monuments semble être groupées et sont alignées sur l'ensemble du gisement mégalithique. Ils sont orientées du nord-est au nord-ouest.
La structure interne indique deux catégories, on y trouve  une représentation d'un aménagement intérieur de petite pierre debout mesurant environ un mètre installées en alignement parfois en couloirs tel que : Tazunu Beforo, Tazunu Gam et l'ensemble de Tia' (1,2 et 3).